# Лиханова (Ирбитское муниципальное образование)
Лиханова — деревня в Ирбитском муниципальном образовании Свердловской области России.

## Географическое положение
Деревня Лиханова расположена в 4 километрах (по автодорогам в 6 километрах) к северо-востоку от города Ирбита, на левом берегу реки Ницы. В 1,5 километрах к северо-западу от деревни расположен остановочный пункт Ница Свердловской железной дороги.

## Население
| 2002 | 2010 | 2021 |
| ---- | ---- | ---- |
| 7    | ↗23  | ↘21  |